# Aethopyga primigenia
Beija-flor-de-capuz-cinzento ou nectarínia-de-capuz (Aethopyga primigenia) é uma espécie de ave da família Nectariniidae.
É endémica das Filipinas.
Os seus habitats naturais são: regiões subtropicais ou tropicais húmidas de alta altitude.
Está ameaçada por perda de habitat.